# Majd al-Dawla
Abū Ṭālib Rustam (in persiano ابو طالب رستم‎), meglio conosciuto con il suo laqab (titolo onorifico) di Majd al-Dawla (in persiano مجد الدوله‎) (993 – Ghazni, dopo il 1029), fu l'ultimo emiro dell'emirato buwayhide di Rey, attivo al potere dal 997 al 1029.
Primogenito di Fakhr al-Dawla (regnante dal 976 al 980 e poi ancora dal 984 al 997), fu un sovrano debole e viene considerato dagli storici alla stregua di un fantoccio per la maggior parte del suo regno, mentre sua madre Sayyida Shīrīn amministrava di fatto i domini sottoposti alla giurisdizione del figlio.
Il regno di Majd al-Dawla coincise con il graduale crepuscolo dell'influenza buwayhide nell'Iran centrale. Il Gorgan e il Tabaristan erano andati perduti a vantaggio degli Ziyaridi nel 997, mentre molte delle città occidentali furono conquistate dai Sallaridi dell'Azerbaigian. Si verificarono inoltre dei problemi interni, come la rivolta dell'ufficiale militare daylamita Ibn Fulādh nel 1016. Dopo la morte di Sayyida Shīrīn nel 1028, Majd al-Dawla dovette affrontare una rivolta dei suoi soldati daylamiti, dovendo dunque richiedere l'assistenza del sovrano ghaznavide Maḥmūd (r. 998-1030) per affrontarli. Maḥmūd arrivò a Rey nel 1029, depose Majd al-Dawla come sovrano e saccheggiò la città, ponendo fine al dominio buwayhide in quella terra.
Stando a quanto riferito dalle fonti, Majd al-Dawla fu inviato nella capitale ghaznavide di Ghazni, dove morì.

## Biografia

### Origini e primi anni

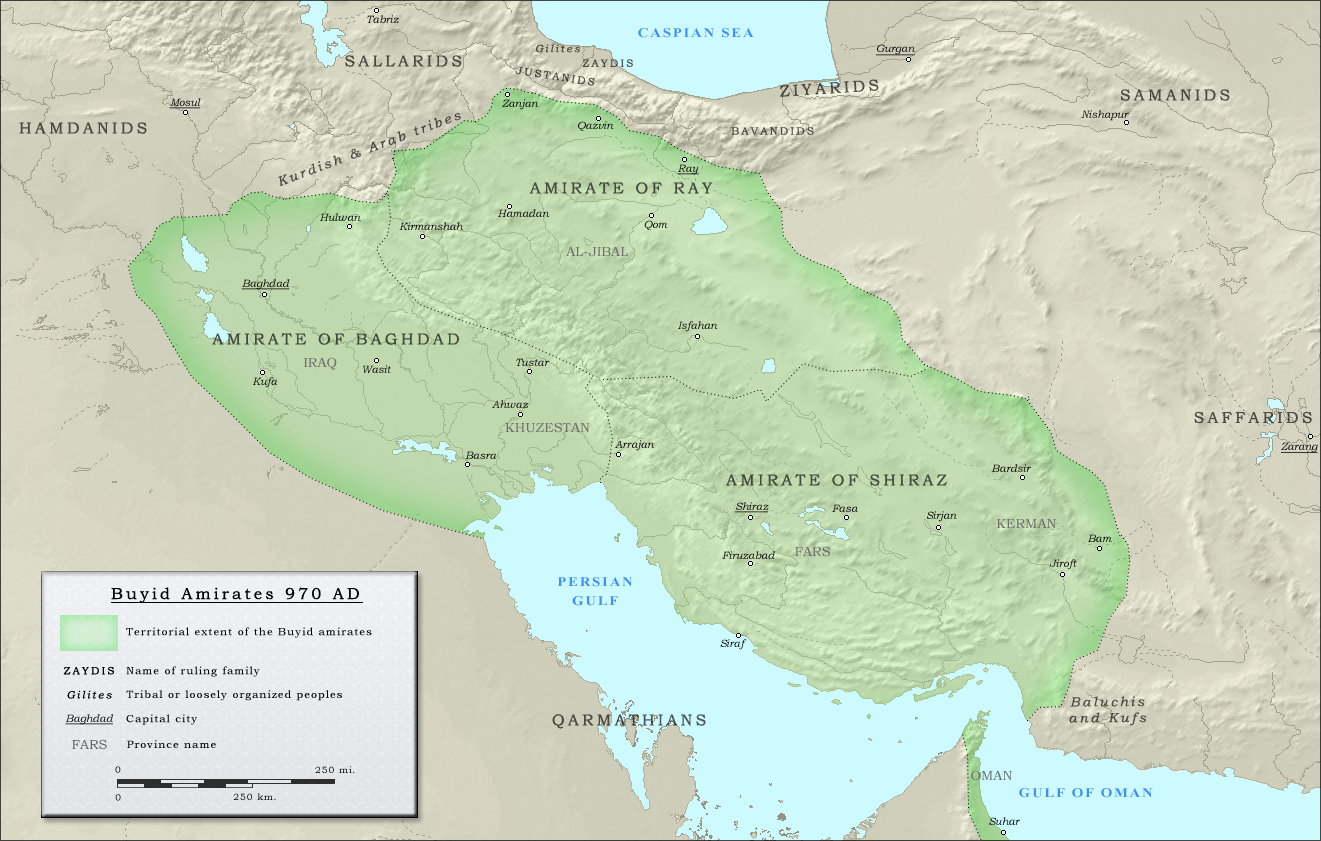
Estensione dei Buwayhidi nel 970, quasi un trentennio prima della nascita di Abū Ṭālib Rustam

Abū Ṭālib Rustam era un membro della dinastia buwayhide, una famiglia originaria del Daylam che governava principalmente quella che oggi è la parte meridionale e occidentale dell'Iran, così come l'intero odierno Iraq. Il regno buwayhide era essenzialmente diviso in tre principati indipendenti, i cui centri principali erano Rey (nel Jibāl), Shiraz (nel Fars) e Baghdad (in Bassa Mesopotamia). Figlio dell'emiro buwayhide Fakhr al-Dawla (regnante dal 976 al 980 e dal 984 al 997), che governò il Jibāl, il Tabaristan e il Gorgan, Abū Ṭālib Rustam nacque nel 993. Sua madre era Sayyida Shirin, una principessa della dinastia bawandide vissuta nel Tabaristan. Abū Ṭālib Rustam doveva essere adeguatamente istruito per diventare idoneo a governare, ragion per cui gli fu assegnato un tutore, Ibn Fāris (morto nel 1004), un eminente studioso e grammatico persiano di Hamadan.

### Regno

#### Ascesa
Dopo la morte di Fakhr al-Dawla per un male allo stomaco nel 997, il suo regno nel Jibāl fu diviso tra Abū Ṭālib Rustam, che ricevette la capitale di Rey e i suoi dintorni, e il figlio minore Shams al-Dawla, che ricevette i centri di Hamadan e Qirmisin fino ai confini della Mesopotamia. Entrambi furono insediati come co-reggenti da Sayyida Shīrīn, che divenne la reggente del regno a causa della loro giovane età. A prescindere dalla particolarità di questa situazione politica, restava il fatto che Shams al-Dawla era subordinato ad Abū Ṭālib Rustam. L'emiro senior buwayhide Samsam al-Dawla (r. 983-998), che governava il Fārs, aveva riconosciuto senza recriminare Fakhr al-Dawla come autorità a lui superiore durante il regno di quest'ultimo. Per questo motivo, Samsam al-Dawla godeva allora il diritto di chiedere in cambio la fedeltà di Majd al-Dawla.
La prospettiva di giungere a un accordo con l'emiro buwayhide dell'Iraq, Bahāʾ al-Dawla (r. 988-1012), e il califfato abbaside, tuttavia, appariva più attraente alla corte di Rey. I dettagli relativi alle trattative tra le parti restano sconosciuti. Nel 998, su richiesta di Bahāʾ al-Dawla, il califfo al-Qadir (r. 991-1031) conferì ad Abū Ṭālib Rustam il doppio titolo di Majd al-Dawla wa-Falak al-umma (Gloria del Casato e Astro della Comunità). Secondo l'iranologo Wilferd Madelung, «in cambio di questa concessione, Bahāʾ al-Dawla deve aver ottenuto, oltre al riconoscimento del califfo abbaside al-Qādir, un'alleanza e una sorta di placet della sua supremazia, sebbene il suo nome non sia stato menzionato sulla moneta di Majd al-Dawla se non qualche anno più tardi».
Samsam al-Dawla morì poco dopo e, nel 999, il Fārs passò sotto il controllo di Bahāʾ al-Dawla, subentrato allora come emiro anziano.

#### Primi anni di regno
Dopo la morte di Fakhr al-Dawla, il sovrano ziyaride Qābūs (r. 977-981; 997-1012) si assicurò il Tabaristan e il Gorgan, che aveva precedentemente governato prima di essere sconfitto dai buwayhidi. In seguito al fallimento di Majd al-Dawla nel respingere Qābūs, quest'ultimo amministrò entrambe le regioni sopra menzionate in maniera abbastanza agevole. Majd al-Dawla perse anche diverse città occidentali (tra cui Zanjan) in favore dei Sallaridi attivi in Azerbaigian. Il sovrano ed esponente degli Hasanwayhidi Badr ibn Ḥasanwayh (r. 979-1013), che esercitava il proprio potere intorno a Qirmisin in veste vassallo buwayhide, si recò a Rey offrendosi di aiutare Majd al-Dawla nella gestione degli affari locali, ma la sua proposta venne bocciata. Come conseguenza, Badr continuò gradualmente a evitare di interessarsi alle questioni politiche di Rey. Almeno già nel 1003, Sayyida Shīrīn aveva assicurato il governo di Isfahan a suo cugino di primo grado Ala al-Dawla Muhammad, segnando così l'inizio della dinastia Kakuyide.
Nel 1005, Majd al-Dawla assunse il titolo imperiale persiano di shahanshah (re dei re), rimarcando la sua ascesa su quella dei suoi fratelli e vassalli. Tuttavia, non tentò di sfidare la posizione dominante di Baha al—Dawla. Dal 1009/1010 in poi, Majd al-Dawla riconobbe ufficialmente Bahāʾ al-Dawla come emiro a lui superiore sulle sue monete. Alcuni di loro in seguito si riferiscono persino a Bahāʾ al-Dawla con il titolo di shahanshah. Bahāʾ al-Dawla morì nel dicembre 1012 e gli successe suo figlio Abū Shujāʿ Fanna Khusraw (noto più semplicemente come Sulṭān al-Dawla), che assunse il titolo di shāhanshāh come pretesa sulla posizione dominante di suo padre. Majd al-Dawla non riconobbe la rivendicazione effettuata da Sulṭān al-Dawla, poiché lui stesso era in realtà diventato l'emiro anziano.

#### Politica  interna

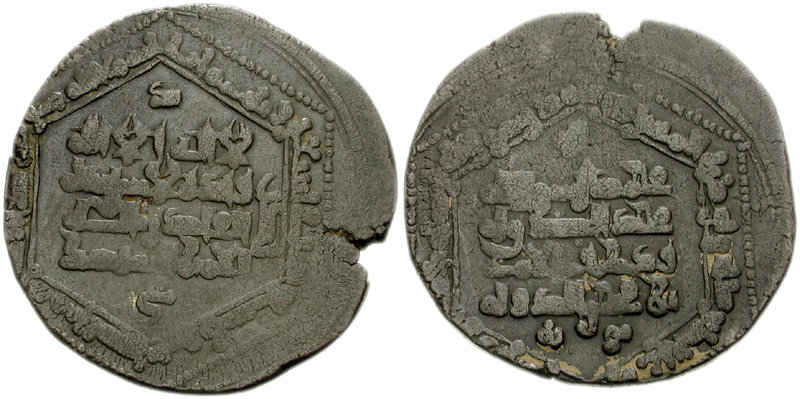
Moneta di Shams al-Dawla (r. 997-1021), fratello minore di Majd al-Dawla e sovrano di Hamadan e Qirmisin

Nel 1008, con l'assistenza del suo visir Abū 'Ali ibn 'Ali, Majd al-Dawla tentò di porre fine alla reggenza di sua madre. Sayyida Shīrīn, tuttavia, fuggì a Badr ibn Hasanwayh e, assieme a Shams al-Dawla, pose Rey sotto assedio. Dopo diverse battaglie, la città infine cadde e Majd al-Dawla fu fatto prigioniero. Una volta imprigionato da sua madre nel forte di Tabarak, Shams al-Dawla assunse il potere a Rey. Un anno dopo, nel 1009, Sayyida Shīrīn litigò con Shams al-Dawla, evento che la spronò a liberare e ripristinare l'autorità Majd al-Dawla a Rey, mentre Shams al-Dawla dovette far ritorno ad Hamadan. Nonostante questi eventi, Sayyida Shirin continuò ad esercitare le sue funzioni come prima. Nel 1014, Majd al-Dawla e Sayyida Shīrīn furono costretti a fuggire nei pressi del Damavand dopo un attacco compiuto a Rey da parte di Shams al-Dawla. Tuttavia, un ammutinamento tra le truppe di Shams al-Dawla costrinse quest'ultimo a ripiegare ad Hamadan, mentre Majd al-Dawla e Sayyida Shīrīn giunsero a Rey. Nello stesso anno, il noto studioso persiano Avicenna (morto nel 1037) andò a Rey, dove entrò al servizio di Majd al-Dawla e Sayyida Shīrīn. Lì prestò servizio come medico a corte, curando Majd al-Dawla, che soffriva di malinconia. Secondo quanto riferito, Avicenna in seguito servì come «amministratore delle finanze» di Sayyida Shīrīn a Qazvin e Hamadan, sebbene i dettagli su questo incarico non siano chiari. Avicenna in seguito si unì a Shams al-Dawla, forse a causa del suo avversario Abū l-Qāsim al-Kirmānī che lavorava anch'egli sotto Sayyida Shīrīn.
Nel 1016, Majd al-Dawla e Sayyida Shīrīn rifiutarono la richiesta dell'ufficiale militare daylamita Ibn Fulādh di diventare il governatore di Qazvin. Di conseguenza, quest'ultimo cominciò ad attaccare la periferia di Rey. Con l'aiuto del principe bawandide Abū Jaʿfar Muḥammad (morto nel 1028), Majd al-Dawla respinse Ibn Fuladh dall'insediamento, costringendolo a cercare asilo dal sovrano ziyaride Manuchihr (r. 1012-1031). Colà Ibn Fulādh si assicurò l'assistenza di Manuchihr in cambio della sua fedeltà. Rinforzato da 2.000 soldati da Manuchihr, Ibn Fuladh cinse d'assedio Rey, costringendo così Majd al-Dawla a nominarlo governatore di Iṣfahān. In seguito a questo evento, ogni riferimento delle fonti a Ibn Fuladh scompare, circostanza che suggerisce che non fu in grado di sostituirsi all'allora governatore in carica di Iṣfahān, ʿAlāʾ al-Dawla Muḥammad.
La fragilità del regno di Majd al-Dawla consentì ad ʿAlāʾ al-Dawla Muḥammad di governare autonomamente, oltre a espandere il suo regno nelle montagne settentrionali e occidentali, allora controllate da dinastie curde indipendenti come gli Annazidi. Nel 1023, Shīrīn catturò Hamadan, ponendo fine al governo del figlio e successore di Shams al-Dawla Sama' al-Dawla (r. 1021-1023). Majd al-Dawla non si dimostrò capace di interferire nella questione. Sebbene ʿAlāʾ al-Dawla Muḥammad fosse praticamente un monarca indipendente e la figura più potente di Jibāl, continuò a coniare monete con il nome di Majd al-Dawla come suo sovrano fino alla caduta di quest'ultimo, avvenuta nel 1029. Una famosa moneta coniata da ʿAlāʾ al-Dawla Muḥammad nel 1019/1020 a Iṣfahān menziona Majd al-Dawla con la formula di shāhanshāh.

#### Promozione della cultura
Dalla fine del X secolo al 1029, Rey fiorì come centro culturale, forse in parte grazie al mantenimento della sua indipendenza da altri principati buwayhidi, oltre ad essere stato coinvolto solo occasionalmente nelle dispute dinastiche. Lo stesso Majd al-Dawla pare fosse un uomo attivamente coinvolto nei circoli di eruditi. Le regioni occidentali dell'Iran erano famose perché dominate dalla letteratura araba; tuttavia, intorno alla metà del X secolo, i movimenti letterari persiani partiti dalla regione orientale del Khorasan iniziarono a guadagnare popolarità anche a ovest, inclusa la corte di Majd al-Dawla.

#### Caduta

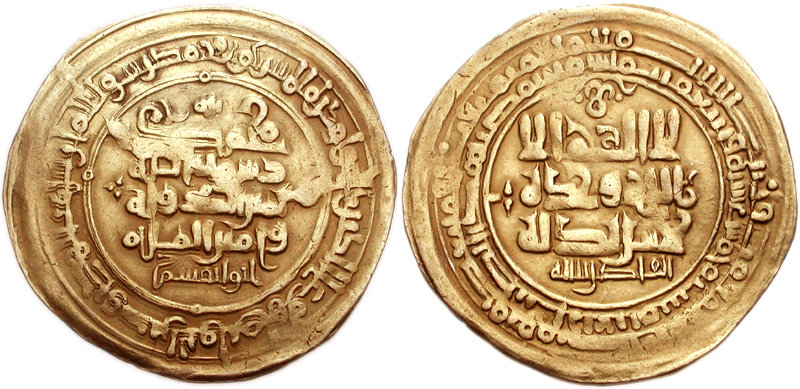
Moneta del sovrano ghaznavide Maḥmūd (r. 998-1030), responsabile del rovesciamento di Majd al-Dawla

Quando Sayyida Shīrīn morì nel 1028, le conseguenze dell'isolamento politico di Majd al-Dawla divennero evidenti. Ben presto dovette affrontare un'insurrezione provocata dai suoi soldati daylamiti e si rivolse in cerca di assistenza al sovrano ghaznavide Maḥmūd (r. 998-1030) per imbastire delle trattative. Maḥmūd desiderava espandere il suo potere a ovest, ma si era astenuto dall'attaccare Rey a causa dell'ingombrante presenza di Sayyida Shīrīn. Sfruttando la richiesta di aiuto di Majd al-Dawla come pretesto, Maḥmūd conquistò Rey nel marzo/aprile 1029. Egli depose Majd al-Dawla come sovrano e saccheggiò la città, ponendo fine al dominio dei Buyidi nella regione. Gran parte della grande biblioteca locale fu data alle fiamme, mentre molti abitanti vennero radunati e lapidati dopo essere stati bollati come eretici. Maḥmūd giustificò il suo assalto come un'operazione finalizzata a eliminare «gli infedeli della Bāṭiniyya e gli innovatori malvagi».
L'iranologo Clifford Edmund Bosworth si è mostrato assai critico sulla decisione compiuta da Majd al-Dawla, ritenendola «sciocca». Lo storico arabo Ibn al-Athir (morto nel 1233) riferisce che in seguito alla conquista di Rey, si dice che Maḥmūd abbia convocato Majd al-Dawla e glielo abbia chiesto: «"Non hai letto lo Shāh-Nāmeh, che è la storia dei Persiani, e la storia di al-Ṭabarī, che è la storia dei musulmani?". Alla risposta affermativa di Majd al-Dawla, Maḥmūd replicò: "Il tuo comportamento non sembra dimostrarlo"». Secondo quanto riferito dalle fonti, Majd al-Dawla fu inviato nella capitale ghaznavide di Ghazni, dove morì. Uno dei figli di Majd al-Dawla, Fana-Khusrau, tentò invano di ripristinare il potere dei Buwayhidi negli anni successivi. Majd al-Dawla ebbe anche un altro figlio di nome Abū Dulaf.